# العواطف والثقافة
العواطف هي ظواهر عالمية، ولكنها تتأثر بـ الثقافة. وبينما تكون بعض العواطف عالمية ويتم تجربتها بطرق مماثلة كرد فعل على أحداث مماثلة في جميع الثقافات، تُظهر عواطف أخرى اختلافات ثقافية كبيرة في أحداث سابقة والطريقة التي يجربونها بها وردود الأفعال الناتجة عنها والطريقة التي ينظر بها المجتمع المحيط لها.

## دراسات ثقافية حول العواطف
يعود البحث في العلاقة بين الثقافة والعواطف إلى عام 1872 عندما حلل داروين أن العواطف والتعبير عن العواطف هما ظواهر عالمية. ومنذ ذلك الوقت، أشعلت عالمية العواطف الأساسية الستة (وهي السعادة والحزن والغضب والخوف والاشمئزاز والدهشة) نقاشًا بين علماء النفس وعلماء الأنثروبولوجيا وعلماء الاجتماع. وبينما تعد العواطف نفسها ظواهر عالمية، إلا أنها تتأثر دائمًا بالثقافة. ويختلف كيف يتم تجربة العواطف والتعبير عنها وتصويرها وتنظيمها باعتبارها وظيفة من السلوك المعياري ثقافيًا من قبل المجتمع المحيط. وبالتالي، يمكن القول إن الثقافة هي الإطار اللازم للباحثين لفهم الاختلافات في العواطف.

## رواد الثقافة والعواطف
في الفصل الأول من كتاب داروين التعبير عن العواطف في الإنسان والحيوان (The Expression of the Emotions in Man and Animals)، (1872/1998) اعتبر داروين أن الوجه هو الوسيلة البارزة للتعبير العاطفي في البشر، فهو قادر على تمثيل كل العواطف الرئيسية والاختلافات الدقيقة في كل واحد. وأصبحت أفكار داروين عن تعبيرات الوجه وتقاريره عن الاختلافات الثقافية الأساس لاستراتيجيات البحوث المتعلقة بالسلوك. وقد بُنيت (1962، 1963) نظرية التأثير لـ سيلفان تومكنز على أبحاث داروين بحجة أن تعابير الوجه مرتكزة على البيولوجيا والتعبيرات العالمية عن العواطف. ويواصل البحث الذي أجراه بول أيكمن (1971) وكارول إيزارد (1971) استكشاف العالمية المقترحة للعواطف، موضحًا أنه تم الاعتراف بالتعبير عن العواطف على أنه تواصل نفس المشاعر في الثقافات الموجودة في كل من أوروبا وأمريكا الشمالية والجنوبية وآسيا وإفريقيا. وقد أنشأ أيكمن (1971) وإيزارد (1971) مجموعات من الصور الفوتوغرافية التي تعرض التعبيرات العاطفية التي تم الاتفاق عليها من قبل الأمريكيين. ثم تم عرض هذه الصور على الناس في بلدان أخرى مع إخبارهم بالتعليمات لتحديد العاطفة التي تصف وجههم على أفضل نحو. وقد خلُص عمل أيكمن وإيزارد إلى أن تعبيرات الوجه هي في حقيقة الأمر ظواهر عالمية وفطرية ومستمدة من تطور السلالات. ورغم ذلك، جادل بعض واضعي النظريات، بما فيهم داروين، أن «العاطفة. . هي نشاط عصبي عضلي في الوجه». وقد انتقد العديد من الباحثين هذا الاعتقاد منذ ذلك الحين وقالوا بدلاً من ذلك إن العواطف هي أكثر تعقيدًا بكثير مما كان يُعتقد في البداية.
وبالإضافة إلى بدء ظهور الأبحاث الرائدة في علم النفس، بدأت الحسابات الإثنوغرافية للاختلافات الثقافية في العاطفة في الظهور. وفي هذا الإطار كتب مارجريت ميد، وهي عالمة أنثروبولوجيا ثقافية، عن الظواهر العاطفية الفريدة التي مرت بها في حياتها في قرية صغيرة مكونة من 600 مواطن من الساموا على جزيرة تاو (Ta’u) في كتابها بلوغ سن الرشد في ساموا (Coming of Age in Samoa). وقد استخدم جريجوري باتيسون، وهو عالم أنثروبولوجيا إنجليزي وعالم اجتماعي ولغوي وعالم أنثروبولوجيا بصرية، التصوير الفوتوغرافي وتسجيل الأفلام لتوثيق وقته مع الناس من مدينة باجيونج جيدي في بالي. ووفقًا لعمله، كانت الاختلافات الثقافية واضحة جدًا في كيفية إظهار أمهات لاعبي الباليه استجابات عاطفية صامتة لأطفالهن عندما يُظهر الطفل ذروة العاطفة. ومن خلال عرض الحب (المودة) والغضب (المزاج)، وثقت ملاحظات بيتسون أن تفاعلات الأم والطفل لم تتبع المعايير الاجتماعية الغربية. وتضع جان بريجز، وهي عالمة أنثروبولوجيا ميدانية، معلومات مفصلة عن خبرتها عامين تقريبًا في العيش مع شعب الإنويت أوتكو في كتابها لا تغضب أبدًا: صورة لعائلة من عائلات الإسكيمو (Never in Anger: Portrait of an Eskimo Family). فقد عاشت بريجز كابنة لعائلة من عائلات الأوتكو واصفة مجتمعهم بأن له سيطرة فريدة على المشاعر بشكل خاص. ونادرًا ما لاحظت التعبيرات عن الغضب أو العدوان، وإذا تم التعبير عنها، قإنها تؤدي إلى النبذ.

## المعايير الثقافية للعواطف
توفر الثقافة البنية والإرشادات والتوقعات والقواعد لمساعدة الناس على فهم وتفسير السلوكيات. وتشير العديد من الدراسات الإثنوغرافية إلى أن هناك اختلافات ثقافية في العواقب الاجتماعية، وخاصة عندما يتعلق الأمر بتقييم العواطف. فعلى سبيل المثال، كما وصفت جان بريجز سكان الإسكيمو أوتكو، نادرًا ما كان يتم التعبير عن الغضب، وفي المناسبات النادرة التي يحدث فيها ذلك، فإنه يؤدي إلى النبذ الاجتماعي. ويُشار إلى هذه التوقعات الثقافية للعواطف أحيانًا بأنها قواعد عرض. ويعتقد علماء النفس (أيكمن وفريسين 1969؛ إيزارد 1980؛ سارني 1999) أن هذه القواعد يتم تعلمها أثناء عملية التنشئة الاجتماعية. كما اقترح أيكمن وفريسين (1975) أن هذه «القواعد غير المكتوبة» تتحكم في الطريقة التي يتم بها التعبير عن العواطف، وأن القواعد المختلفة قد يتم استيعابها كوظيفة لثقافة الفرد أو جنسه أو الخلفية العائلية. 
كما استخدم مياموتو وريف (2011) مصطلح السيناريوهات الثقافية للإشارة إلى المعايير الثقافية التي تؤثر على كيفية توقع الناس أن يتم تنظيم العواطف. وتُملي السيناريوهات الثقافية كيفية مواجهة العواطف السلبية والإيجابية واجتماعهما معًا. كما أنها قد توجه كيفية اختيار الناس لتنظيم عواطفهم، التي تؤثر في النهاية على تجربة الفرد العاطفية. على سبيل المثال، تشير البحوث إلى أنه في الثقافات الغربية، يقوم السيناريو الاجتماعي السائد بتعظيم المشاعر الإيجابية وتقليل المشاعر السلبية. وفي الثقافات الشرقية، يرتكز السيناريو الثقافي السائد على «التفكير الجدلي» ويسعى لإيجاد وسيلة وسطى من خلال تجربة التوازن بين العواطف الإيجابية والسلبية. ولأن السلوكيات المعيارية في هذه الثقافات تختلف، فينبغي توقع أن السيناريوهات الثقافية ستختلف أيضًا. 
تساي وآخرون. (2007) يثيرون الجدل حول أن العوامل الثقافية لا تؤثر فقط على التأثير المثالي (أي الحالات العاطفية التي يريد أن يشعر بها الناس بشكل عاطفي) ولكن يمكن اكتشاف هذا التأثير في وقت مبكر جدًا. وتقترح أبحاثهم أن الأطفال الذين هم في عمر مرحلة ما قبل المدرسة يجتمعون لتعلم التأثير المثالي من خلال المنتجات الثقافية مثل قصص الأطفال. ووجدوا أن الطفل الأمريكي الأوروبي في عمر ما قبل المدرسة يفضل الابتسامات المتحمسة (مقابل الهدوء) والأنشطة بشكل أكبر ويدرك أن الابتسامة المتحمسة (مقابل الهدوء) توفر له قدرًا من السعادة يكون أكبر مقارنة بطلاب مرحلة ما قبل المدرسة بالمدارس التايوانية الصينية. وهذا يتفق مع أفضل بائعي الكتب الأمريكيين الذين يكونون أكثر تحمسًا وإثارة لمحتويات كتبهم عن بائعي الكتب التايوانيين. وتُشير هذه النتائج إلى أن الاختلافات الثقافية التي تكون فيها العواطف مرغوبة أو يكون لها تأثير مثالي يتم اكتشافها بشكل واضح وفي وقت مبكر للغاية.

### الثقافة والتجارب العاطفية
يُعرف تراينديس المتلازمة الثقافية على أنها (1997) «مجموعة مشتركة من المعتقدات والمواقف والمعايير والقيم والسلوك المنظم حول فكرة رئيسية، والتي توجد بين من يتحدثون بلغة واحدة في أوقات واحدة ومنطقة جغرافية واحدة». ولأن الثقافات تتشارك الخبرات، فهناك آثار اجتماعية واضحة للتعبير العاطفي والتجارب العاطفية. فمثلاً، ستتنوع الآثار الاجتماعية للتعبير عن العواطف أو كبتها اعتمادًا على الموقف والفرد. وقد ناقش هوشتشايلد (1983) دور قواعد الشعور، التي تعد معايير اجتماعية تفرض كيف ينبغى للناس أن يشعروا في أوقات معينة (مثلاً، يوم الزفاف أو في جنازة). ويمكن أن تكون هذه القواعد عامة (كيف يمكن للناس التعبير عن عواطفهم بشكل عام) وأيضًا ظرفية (الأحداث مثل أعياد الميلاد).
وثؤثر الثقافة أيضًا على طرق تجربة العواطف اعتمادًا على أي العواطف يتم تقييمها في بيئة ثقافة معينة. فمثلا، تعتبر السعادة عمومًا عاطفة مرغوب فيها بين الثقافات. وفي بلدان بها آراء فردية أكثر مثل أمريكا، يُنظر إلى السعادة على أنها غير محدودة ويمكن تحقيقها ويتم عيشها داخليًا. وفي الثقافات الاجتماعية مثل اليابان، ترتبط العواطف مثل السعادة ببعضها البعض بشكل كبير جدًا، وتشمل عددًا لا يحصى من العوامل الاجتماعية والخارجية، وتستقر في التجارب المشتركة مع الآخرين. ويُشير أوشيدا وتاونسند وماركوس وبيرجسيكر (2009) إلى أن السياقات اليابانية تعكس نموذجًا موحدًا؛ مما يعني أن العواطف تنبع من مصادر متعددة وتشمل تقييم العلاقة بين الآخرين والذات. ولكن في السياقات الأمريكية، يتضح النموذج غير المتصل من خلال العواطف التي يشعر بها الفرد ومن خلال التأمل الذاتي. وتقترح أبحاثهم أنه عندما يتم سؤال الأمريكيين عن عواطفهم، فربما تحصل على إجابات تركز على الذات «أشعر بالفرح»، بينما يعكس رد الفعل النموذجي الياباني العواطف بين الذات والآخرين «أود مشاركة سعادتي مع الآخرين.»

## الثقافة وتنظيم العاطفة
تلعب العواطف دورًا حاسمًا في العلاقات بين الأشخاص وكيف يتعامل الناس مع بعضهم البعض. ويمكن أن يكون للتبادلات الثقافية عواقب اجتماعية خطيرة يمكن أن تؤدي إلى إما الحفاظ على العلاقات الإيجابية وتعزيزها أو أن تصبح مصدرًا للعداء والخلاف (فريدريكسون 1998؛ جوتمان وفينسون 1992). وبالرغم من أن الناس عمومًا قد «يريدون الشعور بأفضل من الأسوأ» (لارسن 2000)، وكيف أن تنظيم هذه العواطف قد يختلف بين الثقافات. ويشير بحث أجراه يوري مياموتو أن الاختلافات الثقافية تؤثر على استراتيجيات تنظيم العواطف. كما تشير الأبحاث إلى أن الثقافات المختلفة تعلم الأطفال تنظيم عواطفهم وفقًا لمعاييرهم الثقافية الخاصة بهم. فمثلاً، تشير الحسابات الإثنوغرافية إلى أن الأمهات الأمريكيات يعتقدن أنه من المهم التركيز على نجاحات أبنائهن، بينما ترى الأمهات الصينيات أن الأكثر أهمية هو توفير الانضباط لهم. ولمزيد من دعم هذه النظرية، اكتشفت تجربة مختبرية أنه عندما نجح الأطفال في اختبار ما، كانت الأمهات الأمريكيات هن الأكثر احتمالاً في تقديم ردود فعل إيجابية عن الأمهات الصينيات (مثل، «أنت ذكي جدًا»)، مقارنة بالأمهات الصينيات اللاتي قدمن ردود فعل محايدة أو متعلقة بالمهمة (مثل «هل فهمت الأسئلة أم هو مجرد تخمين؟»(نج وبومرانتز ولام 2007). وهذا يبين كيف تقوم الأمهات الأمريكيات بـ «التنظيم الجيد» للمشاعر الإيجابية من خلال التركيز على نجاح أبنائهن، بينما تقوم الأمهات الصينيات على الأرجح بـ «التنظيم السيء» للمشاعر الإيجابية للأطفال من خلال عدم التركيز على نجاحهم.
ويرى الأمريكيون العواطف على أنها ردود أفعال شخصية داخلية؛ وأنها تمثل النفس (ماركوس وكيتياما، 1991). وفي أمريكا، يشجع الآباء والأقران التعبير العاطفي في حين يتم رفض القمع غالبًا. ذلك أن إبقاء العواطف في الداخل ينظر إليها على أنها غير صادقة، وكذلك تشكل خطرًا على صحة الفرد ورفاهيته). ولكن في الثقافات اليابانية، تعكس العواطف علاقات بالإضافة إلى الحالات الداخلية. حتى إن بعض البحوث تشير إلى أن العواطف التي تعبر عن الذات الداخلية لا يمكن فصلها عن العواطف التي تعبر عن مجموعة أكبر. وبالتالي، على عكس الثقافة الأمريكية، غالبًا لا يتم تشجيع التعبير عن المشاعر ويُنظر إلى قمع عواطف المرء الفردية لتتناسب أكثر مع عواطف المجموعة على أنه أمر ناضج ومناسب.

### الإدراك والفهم العاطفي
غالبًا ما تتم مناقشة دور تعبيرات الوجه في التواصل العاطفي. فبينما يعتقد داروين أن الوجه كان الوسيلة الأبرز للتعبير عن المشاعر، تتحدى الأعمال العلمية الأخيرة هذه النظرية. وعلاوة على ذلك، تشير البحوث أيضًا إلى أن السياقات الثقافية تتصرف كإشارات عندما يحاول الناس تفسير تعبيرات الوجه. وفي الحياة اليومية، تؤثر المعلومات من بيئات الأشخاص على فهمهم لما يعنيه تعبير الوجه. ووفقًا لبحث أجراه ماسودا وآخرون (2008)، يمكن للناس ملاحظة عينة صغيرة فقط من الأحداث المحتملة في بيئاتهم المعقدة والمتغيرة باستمرار، وتشير الأدلة المتزايدة إلى أن الناس من خلفيات ثقافية مختلفة يحددون اهتمامهم بشكل مختلف تمامًا. وهذا يعني أن الثقافات المختلفة قد تفسر نفس السياق الاجتماعي بطرق مختلفة جدًا. ولأن الأمريكيين يُنظر إليهم على أنهم مستقلون، فلا ينبغي أن يجدوا صعوبة في استنتاج مشاعر الناس الداخلية من خلال تعبيرات وجههم، بينما قد يكون اليابانيون أكثر بحثًا عن الإشارات السياقية من أجل فهم أفضل للحالة العاطفية للفرد. 
وتوجد أدلة تثبت هذه الظاهرة في مقارنات من الأعمال الفنية الشرقية والغربية. ففي الفن الغربي، هناك انشغال بالوجه وهو الأمر الذي لا وجود له في الفن الشرقي، فمثلاً في الفن الغربي يحتل الشكل جزءًا أكبر من الإطار، وينفصل بشكل ملحوظ عن الأرض. وفي العمل الفني الشرق الأسيوي، يكون الشكل الأساسي أصغر بكثير ويبدو أيضًا أنه جزء لا يتجرأ في الخلفية. وفي مختبر الإعداد، اختبر ماسودا وآخرون مدى حساسية الأمريكيين واليابانيين تجاه السياقات الاجتماعية من خلال توضيح الصور الكارتونية لهم على أنها تشمل شخصًا في سياق مجموعة مكونة من أربعة أفراد. كما غيروا أيضًا تعبيرات الوجه للشكل الأساسي وأعضاء المجموعة. ووجدوا أن المشاركين الأمريكيين كانوا أكثر تركيزًا، مع الحكم على الحالة العاطفية للشخصيات الكارتونية، مما كان عليه اليابانيون. وفي مهمة إدراكهم، لاحظوا أيضًا أن المشاركين اليابانيين أولوا اهتمامًا للمشاعر التي تم التعبير عنها في الأشكال الموجودة في الخلفية أكبر مما فعل الأمريكيون.

## التحديات التي تواجه البحوث الثقافية عن العواطف
إن أحد التحديات الكبرى التي تواجه مجال البحث الثقافي والعواطف البشرية هو عدم وجود تنوع في العينات. ولكن حاليًا تسيطر المقارنات بين مجموعات العينات الغربية (عادة الأمريكيون) والشرق أسيوية (عادة اليابانيون أو الصينيون) على الدراسات البحثية. وهذا يحد من فهمنا لكيفية اختلاف العواطف وكيف ينبغي أن تتضمن الدراسات المستقبلية بلدانًا أكثر في تحليلاتها.
وهناك تحد آخر حدده ماتسوموتو (1990) وهو أن الثقافة تتغير باستمرار وتتسم بكونها حركية. فالثقافة ليست ثابتة. وبينما تواصل الثقافات التطور، من الضروري معرفة أن البحوث تلتقط هذه التغييرات وتسجلها. ويمكن أن يوفر تحديد الثقافة على أنها «جماعية» أو «فردية» صورة ثابتة ولكنها غير دقيقة أيضًا لما يحدث فعلاً. فليست هناك ثقافة واحدة جماعية أو فردية بشكل تام، ولا تساعد عملية إلصاق مصطلحات بثقافة ما في تفسير الاختلافات الثقافية التي توجد في العواطف. وكما يجادل ماتسوموتو، تكشف النظرة المعاصرة للعلاقات الثقافية أن الثقافة هي الأكثر تعقيدًا مما كان يُعتقد سابقًا. 
كما تُعد الترجمة قضية رئيسية عندما يتم تضمين ثقافات تتحدث لغات مختلفة في الدراسة. لأن إيجاد الكلمات لوصف المشاعر التي يكون لها تعريفات قابلة للمقارنة في لغات أخرى يمكن أن يكون صعبًا للغاية. فمثلاً، للسعادة، التي تعد واحدة من العواطف الأساسية الستة، معنى إيجابي وكبير في اللغة الإنجليزية. وفي الهندية، تعبر كلمة Sukhi عن نفس المعنى ولكنها تشير إلى السلام والسعادة. وبالرغم من أن السعادة جزء من التعريفين، إلا أن تفسير كلا المصطلحين يمكن أن يؤدي بالباحثين إلى وضع افتراضات عن السعادة لا توجد في الواقع.

### خاتمة
تؤثر الثقافة على كل جانب من العواطف. وتتأثر عملية تحديد أي العواطف الجيدة وأيها السيئ، عندما تكون العواطف مناسبة كي يتم التعبير عنها، بل وكيف ينبغي عرضها، جميعها بالثقافة. والأهم من ذلك، تؤثر الثقافات بشكل مختلف على العواطف، مما يعني أن اكتشاف السياقات الثقافية هو المفتاح لفهم العواطف. ومن خلال دمج حسابات البحوث السوسيولوجية والأنثروبولوجية والنفسية، يمكن استنتاج أن استكشاف المشاعر في الثقافات المختلفة أمر معقد جدًا والأدب الحالي معقد بالمثل، مما يعكس آراء وفرضيات متعددة.